# Lacco Ameno
Lacco Ameno es un municipio italiano localizado en la isla de Isquia, ciudad metropolitana de Nápoles, región de Campania. Cuenta con 4.838 habitantes en 2,08 km².
Limita con los municipios de Casamicciola Terme y Forio.

## Galería

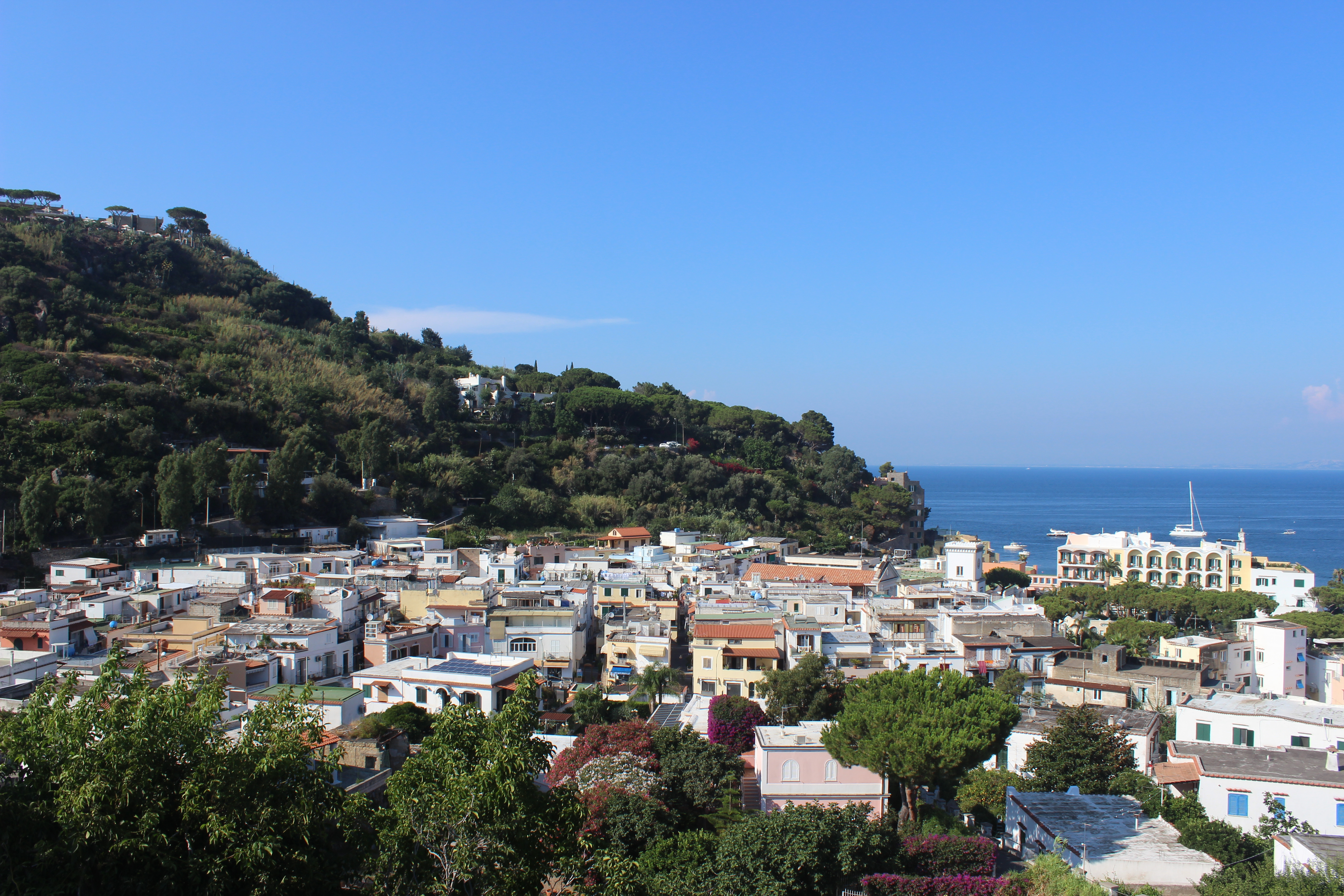
Vista de la ciudad.
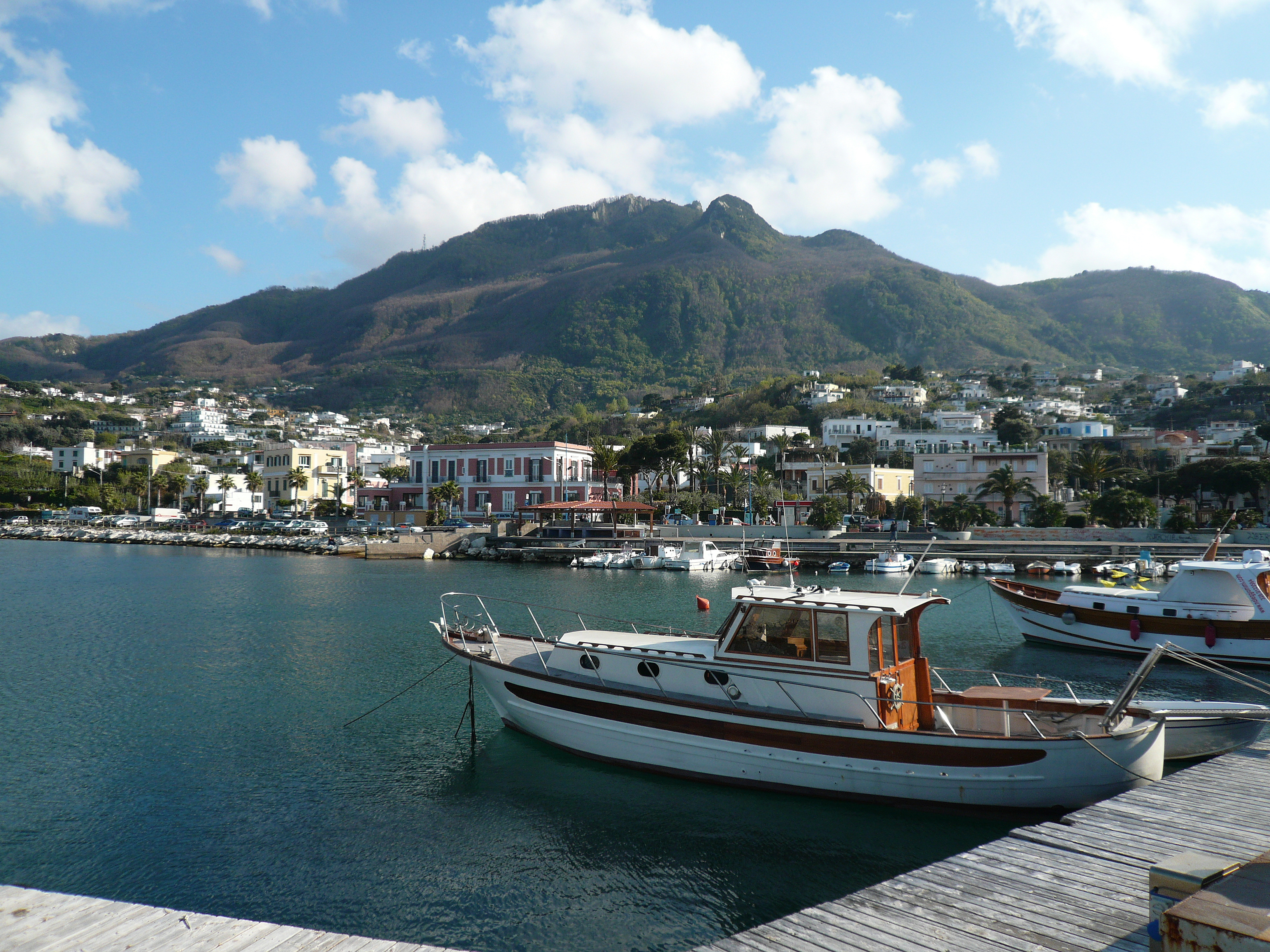
Paseo marítimo.
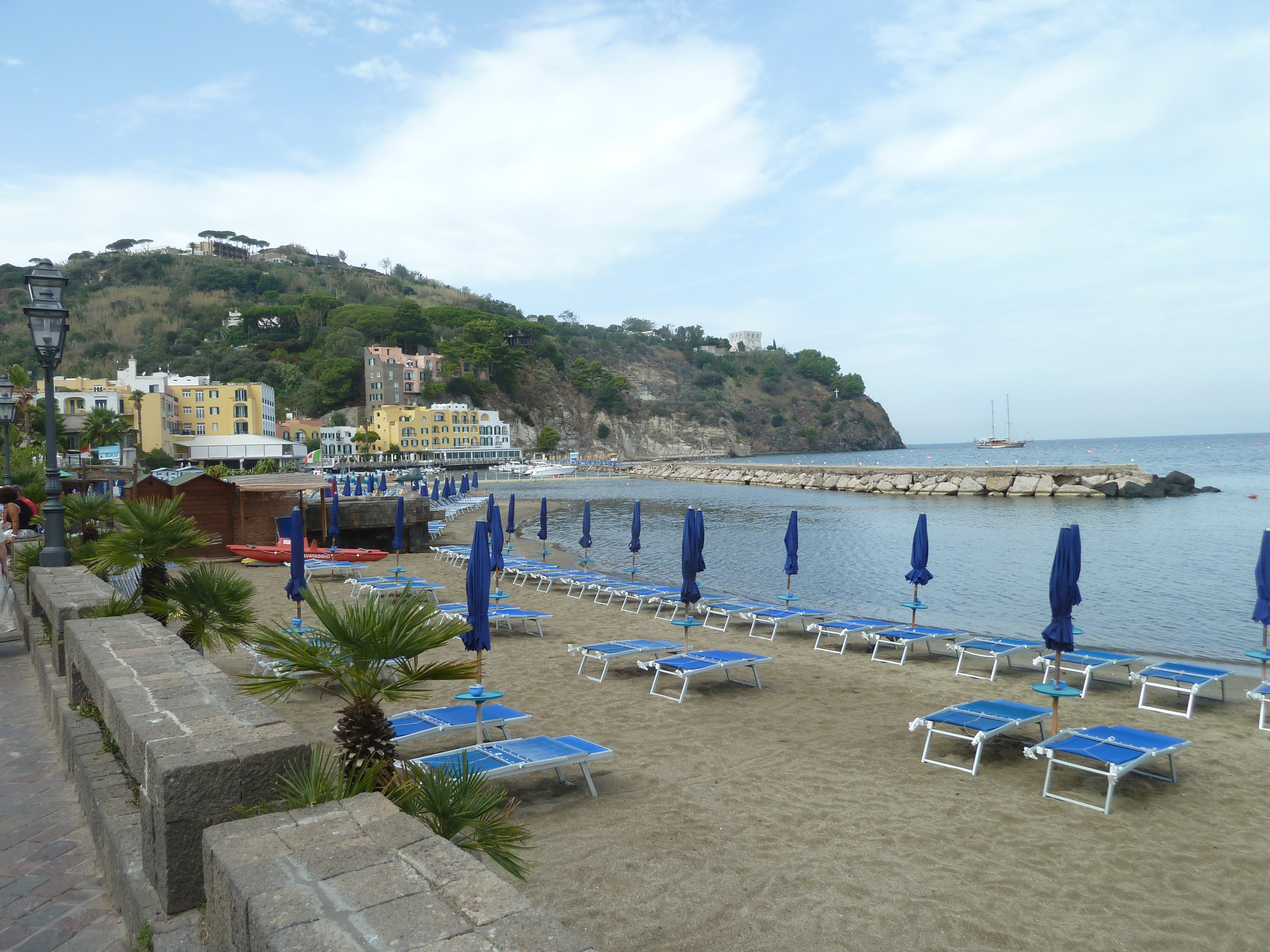
Playa de Lacco Ameno.
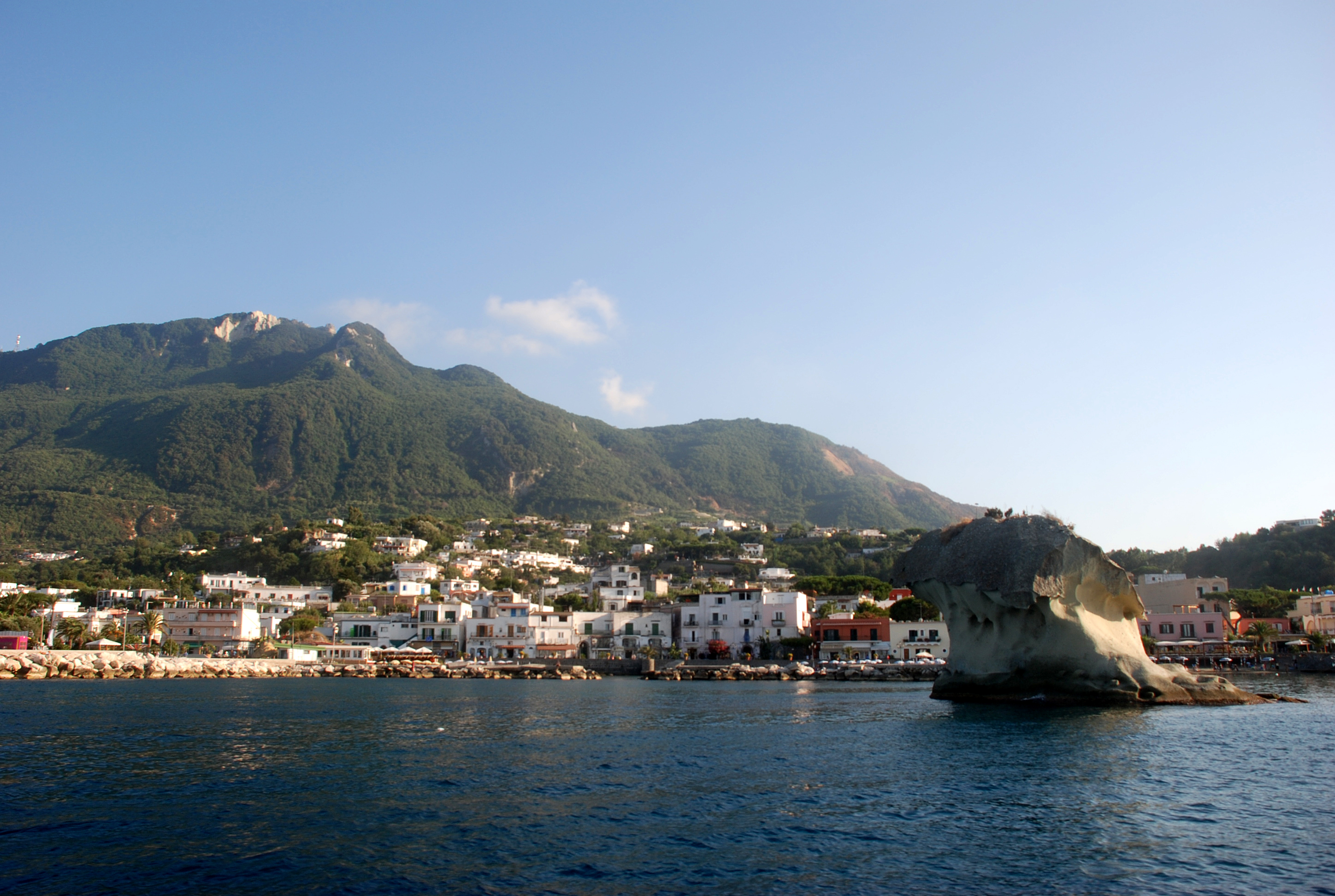
Vista desde el mar con el monte Epomeo al fondo.
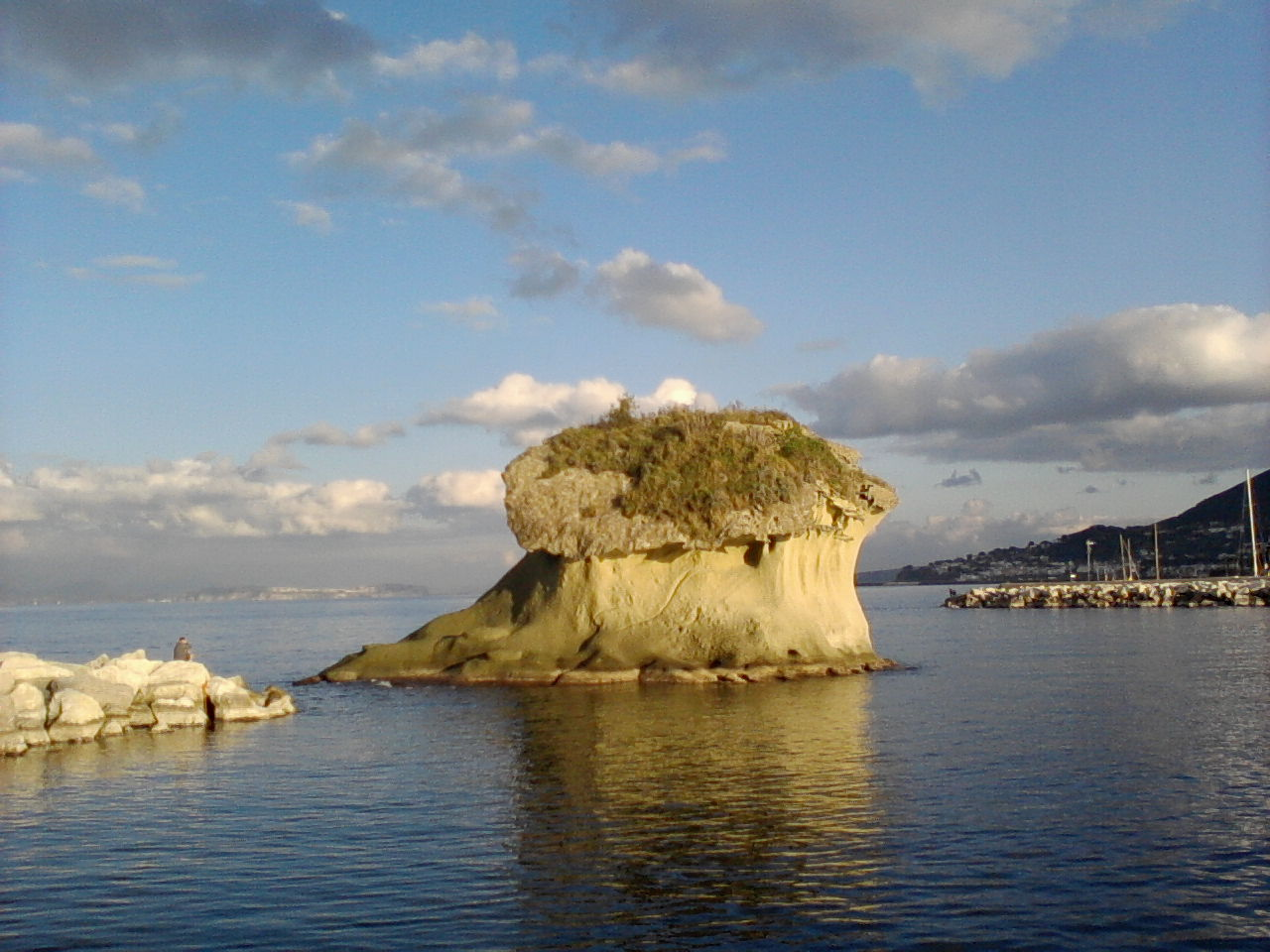
Il fungo ("El Hongo").
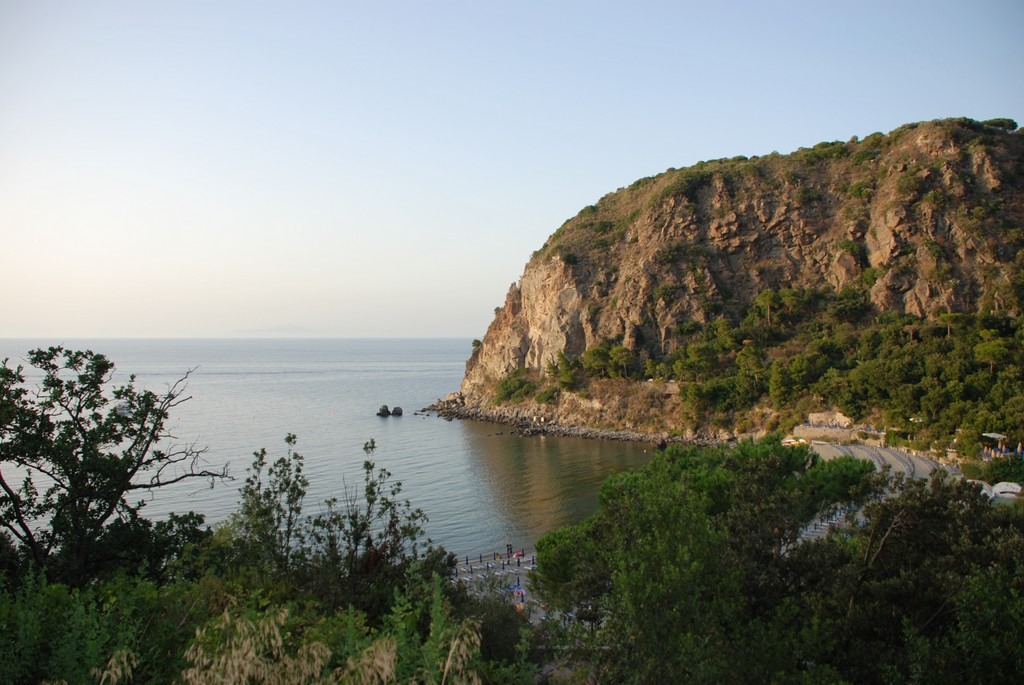
Bahía de San Montano.
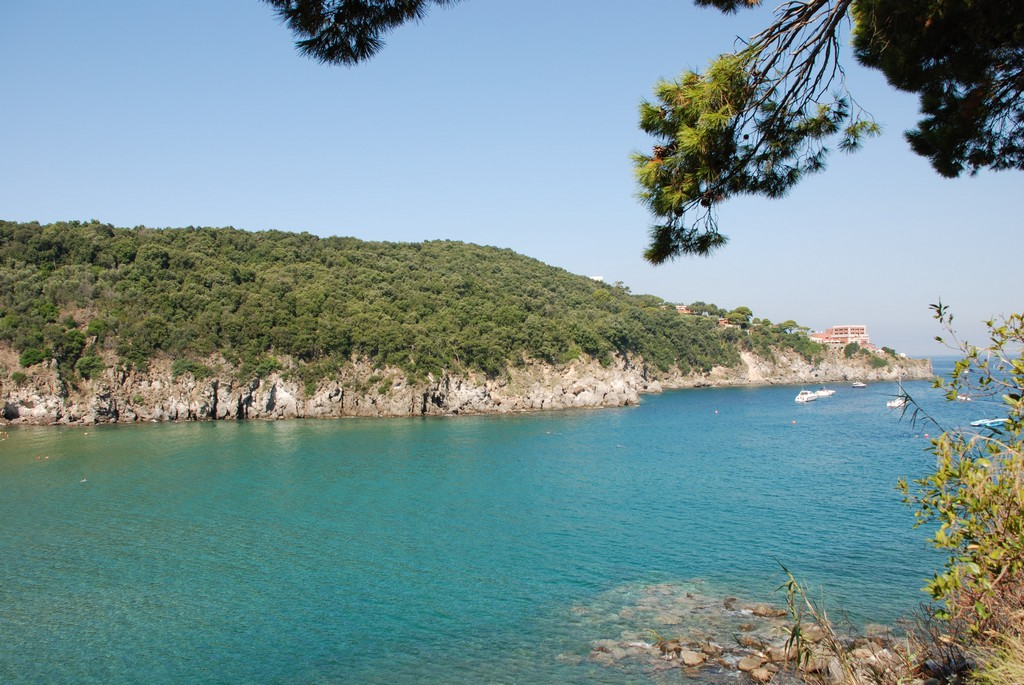
Otra vista de la bahía de San Montano.
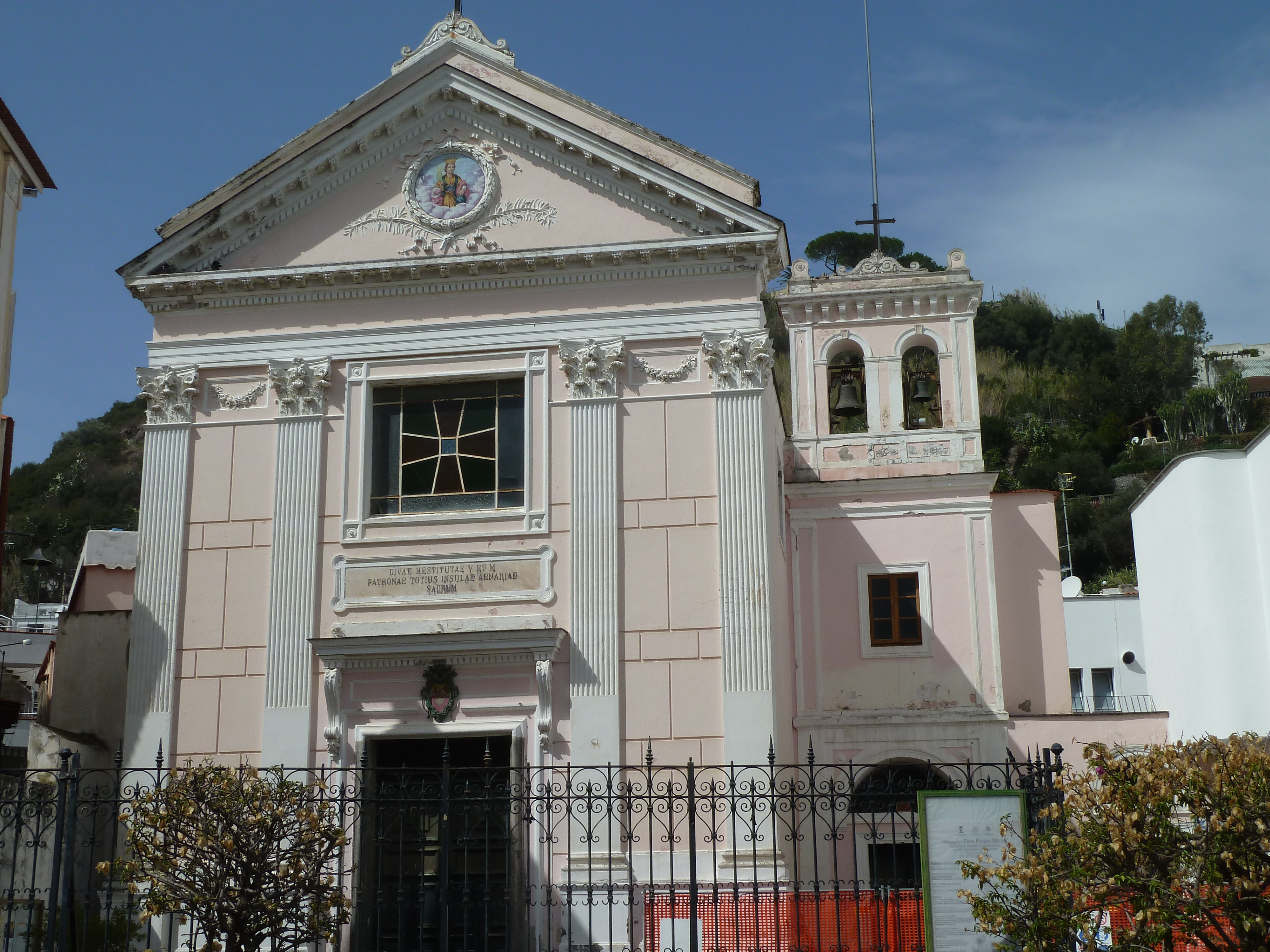
Basílica de Santa Restituta.
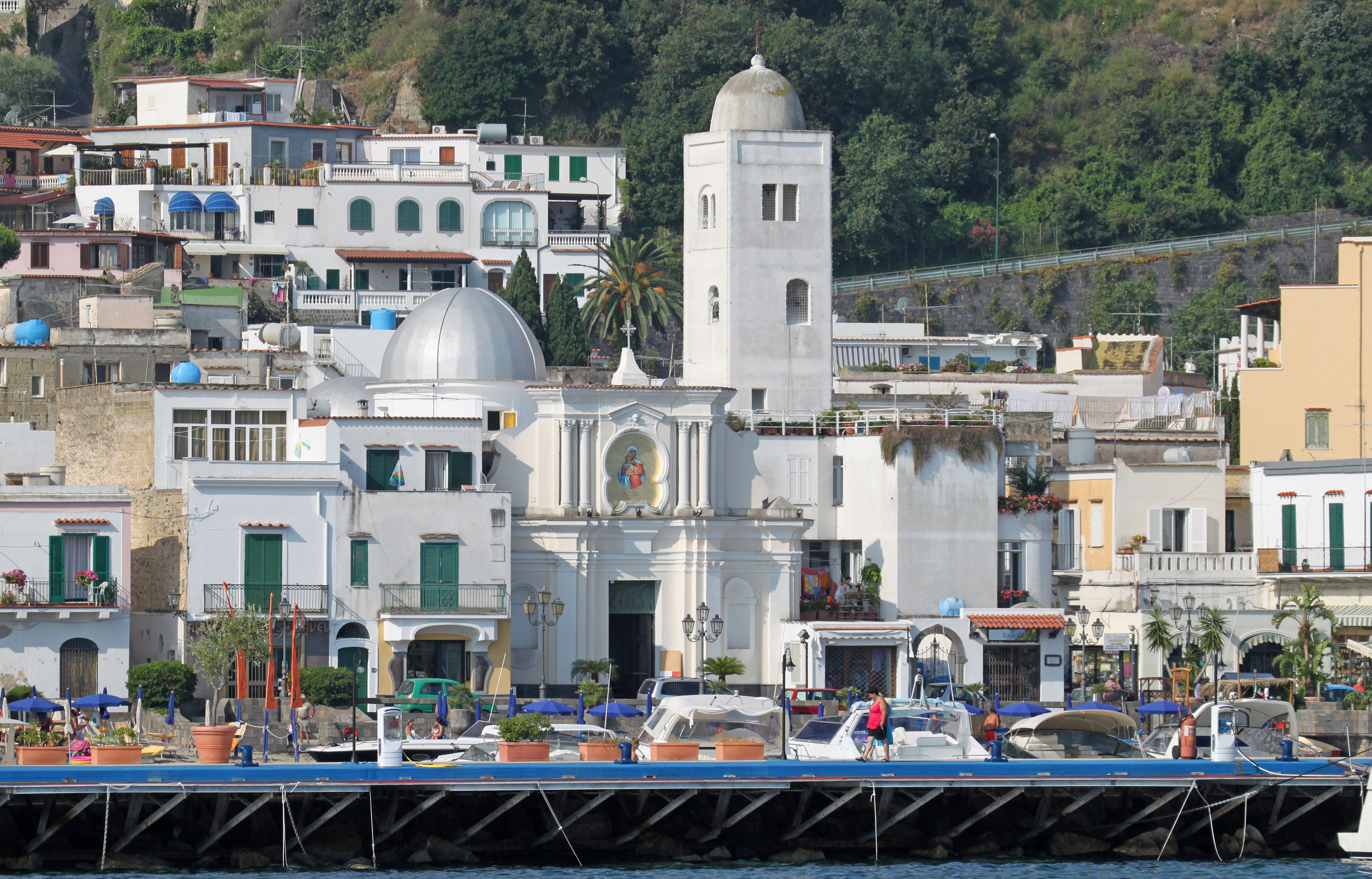
Iglesia de Santa María de las Gracias.
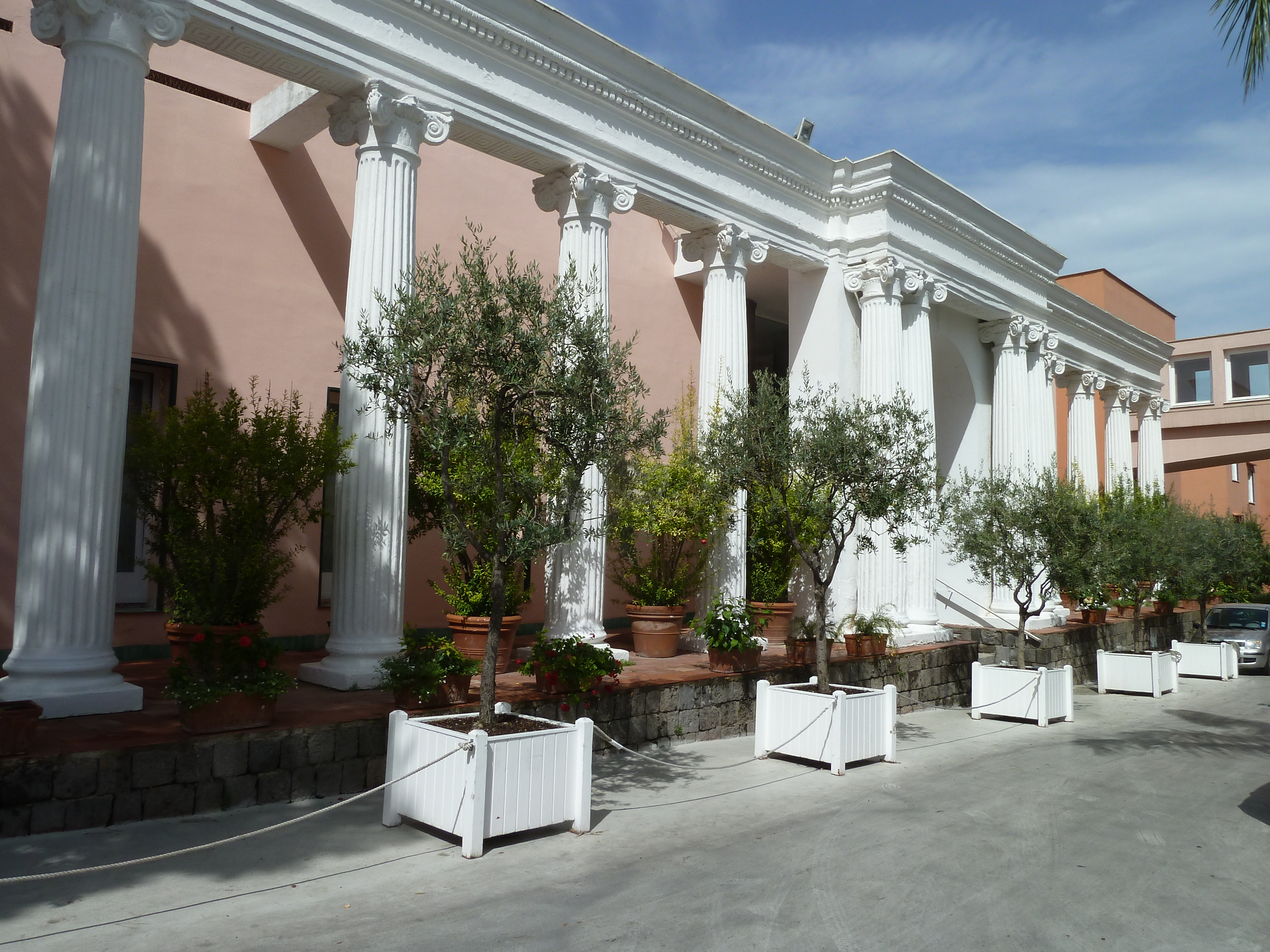
Hotel Regina Isabella.

## Evolución demográfica
| Gráfica de evolución demográfica de Lacco Ameno entre 1861 y 2011 |
|                                                                   |
| Fuente ISTAT - elaboración gráfica de Wikipedia                   |